# Pobrež
Pobrež este o localitate din comuna Oplotnica, Slovenia, cu o populație de 131 de locuitori.